# SWAT

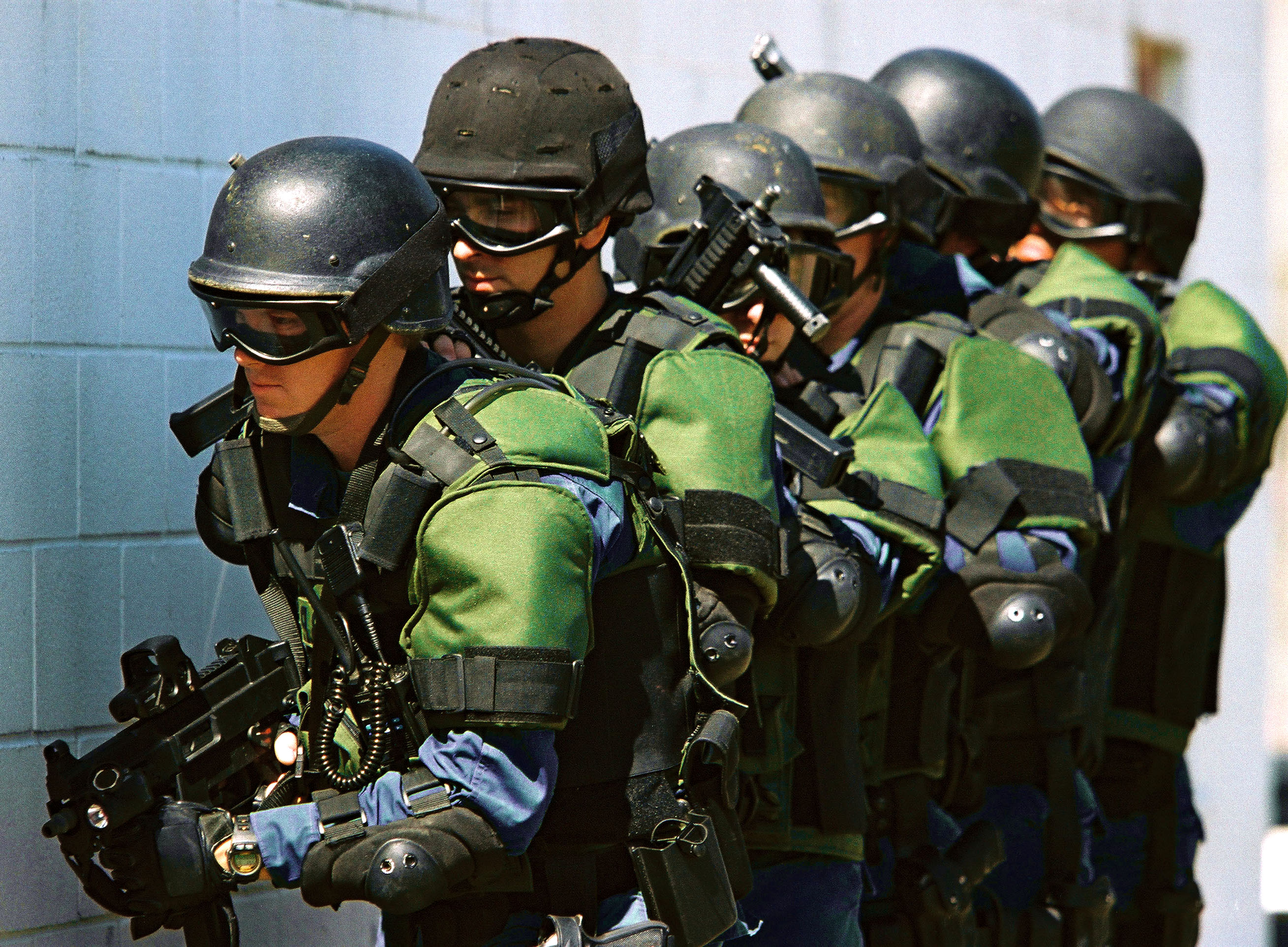
Một nhóm SWAT từ Cơ quan Thực thi Di trú và Hải quan Hoa Kỳ.

Tại Hoa Kỳ, SWAT (viết tắt của "Special Weapons And Tactics", đội chiến thuật và vũ khí đặc biệt) là một đơn vị chiến thuật ưu tú trong các cơ quan thi hành pháp luật. Họ được đào tạo để thực hiện các hoạt động có nguy cơ cao nằm ngoài khả năng của lực lượng cảnh sát thông thường như: thực hiện giải cứu con tin và các hoạt động chống khủng bố, phục vụ bắt giữ tội phạm có độ nguy hiểm cao và tội phạm có vũ trang hạng nặng. Các thành viên SWAT thường được trang bị với vũ khí chuyên ngành bao gồm súng tiểu liên, súng trường, súng bắn đạn ghém, các trang thiết bị hỗ trợ kiểm soát bạo động, Hơi cay, lựu đạn gây choáng, và súng bắn tỉa. Họ có thiết bị chuyên dụng bao gồm áo giáp, khiên chắn chống đạn, xe bọc thép, thiết bị quang học ban đêm tiên tiến, và thiết bị bí mật dò chuyển động xác định vị trí của các con tin bên trong khu vực tối...

## Lịch sử hình thành
Nhóm SWAT đầu tiên được thành lập bởi thanh tra Daryl Gates trong Sở Cảnh sát Los Angeles vào năm 1967. Kể từ đó, nhiều sở cảnh sát của Mỹ và Canada, đặc biệt là ở các thành phố lớn và ở cấp nhà nước liên bang và tiểu bang, đã thành lập các đơn vị ưu tú của họ dưới những cái tên khác nhau. Mặc dù vậy, bất kể tên chính thức như thế nào, các đội này vẫn được các phương tiện thông tin đại chúng gọi bằng tên chung thông dụng là SWAT.
Gates giải thích Tổng cuốn tự truyện của mình: My Life in LAPD rằng ông không phát triển SWAT chiến thuật cũng không phải thiết bị liên quan và thường đặc biệt, nhưng rằng ông ủng hộ khái niệm cơ bản, đã cố gắng để trao quyền cho người dân của mình để phát triển nó, và nói chung là cho vay hỗ trợ tinh thần. Gates ban đầu đặt tên trung đội "Vũ khí đặc biệt Assault Team", tuy nhiên, tên này thường không được ưa chuộng và đã bị từ chối bởi người quản lý của mình, Phó cảnh sát trưởng Ed Davis, vì phát âm thanh quá nhiều như một tổ chức quân sự. Vì muốn giữ từ viết tắt "SWAT", Gates đã thay đổi một hình thức khác của nó thành "vũ khí và chiến thuật đặc biệt".
Trong khi hình ảnh công chúng về đội SWAT đầu tiên được biết đến thông qua LAPD, có lẽ vì sự loan báo bởi các phương tiện truyền thông đại chúng và quy mô và tính chuyên nghiệp của Sở, đơn vị SWAT hoạt động đầu tiên được thực hiện phía bắc Los Angeles ở Delano, trên biên giới giữa Kern và Tulare Quận San Joaquin Valley California. Vào thời điểm đó, César Chavez với 'Vương trại công nhân công đoàn đã được gây ra nhiều cuộc biểu tình ở Delano, tại các cơ sở đông lạnh và bên ngoài với sự hỗ trợ của công nhân trang trại trên đường phố. Sở Cảnh sát Delano đáp trả bằng cách thiết lập các đơn vị đặc nhiệm sử dụng vũ khí và chiến thuật đặc biệt. Các đài truyền hình tin tức và phương tiện truyền thông in ấn thực hiện phóng sự quyết định sự sống còn và không chậm trễ của sự kiện này trên khắp Hoa Kỳ. Nhân viên của LAPD, sau khi nhìn thấy những chương trình phát sóng, liên lạc với Sở Delano và hỏi thăm về chương trình. Một viên chức sau đó đã được phép để quan sát vũ khí và tiếp thu chiến thuật đặc biệt của sở cảnh sát Delano và phương thức hành động, và sau đó áp dụng những gì ông đã học được trở lại Los Angeles, nơi mà kiến thức của ông đã được sử dụng và mở rộng để hình thành đơn vị SWAT riêng của LAPD.
John Nelson là một sĩ quan, người đã nêu ra ý tưởng để tạo thành một đơn vị được huấn luyện đặc biệt và được trang bị tối tân trong LAPD, dự định để kiểm soát, quản lý và áp chế các tình huống quan trọng liên quan đến vụ nổ súng mà vẫn có thể giảm thiểu thương vong từ phía cảnh sát. Thanh tra Gates đã được phê duyệt ý tưởng này, và ông đã thành lập một nhóm nhỏ được chọn lựa dựa trên các sĩ quan tình nguyện. Đơn vị SWAT đầu tiên này ban đầu bao gồm 15 đội, mỗi đội gồm 4 sĩ quan, nâng tổng số nhân viên lên 60. Những cán bộ này đã được cấp những lợi ích và nghĩa vụ đặc biệt, và được yêu cầu tham dự các buổi huấn luyện đặc biệt hàng tháng. Các đơn vị cũng phục vụ bình thường như là một đơn vị an ninh cho các cơ sở cảnh sát trong tình trạng bất ổn dân sự. LAPD SWAT, đơn vị đầu được tổ chức như "Platoon D" trong việc phân chia Metro theo một báo cáo của Sở Cảnh sát Los Angeles, sau một loạt giao tranh với Quân đội Giải phóng Symbionese vào năm 1974, cung cấp một trong các tài khoản trực tiếp của bộ phận về lịch sử, hoạt động và tổ chức của SWAT.
Trên trang 100 của báo cáo, Cục trích dẫn bốn xu hướng thúc đẩy sự phát triển của SWAT. Những cuộc bạo động, chẳng hạn như các cuộc bạo loạn Watts, trong những năm 1960 đã buộc LAPD và sở cảnh sát khác vào tình huống chiến thuật mà họ thiếu sự chuẩn bị, và sự xuất hiện của các tay súng bắn tỉa như là một thách thức đối với trật tự dân sự, các vụ ám sát chính trị và mối đe dọa của các đô thị chiến tranh du kích của các nhóm chiến binh, điều mà các đơn vị cảnh sát bình thường khó có thể giải quyết chuyên sâu được. "Không thể tiên đoán được độ nguy hiểm và dự đoán của một xạ thủ có thể làm tăng nguy hiểm và độ thương vong đối với cảnh sát bình thường, những cán bộ được đào tạo thông thường trong một cuộc đối đầu với một nhóm quân địch được đào tạo có thể sẽ gây thương vong cao cho các sĩ quan và sự trốn thoát của quân địch " Để đối phó với những điều kiện hình thành bạo lực đô thị, LAPD hình thành SWAT, theo báo cáo.
Các tiểu bang báo cáo trên trang 109, "Mục đích của SWAT là để cung cấp, hỗ trợ bảo vệ, an ninh, hỏa lực, và cứu hộ đến mọi hoạt động cảnh sát trong các tình huống nguy cơ thương vong cao mà chỉ có vũ khí và chiến thuật chuyên ngành là cần thiết để giảm thiểu thương vong."
Các thành viên của đội SWAT Sở cảnh sát San Bernardino vào ngày 23 Tháng Chín năm 1998.
Thành viên an ninh 60 Không quân Mỹ thuộc Lực lượng đội Phi đội SWAT, Travis Air Force Base, California, thực hành giải cứu con tin trên ngày 18 tháng 7 năm 1995.
Ngày 07 tháng 2 năm 2008, một cuộc bao vây và xảy ra đọ súng với một tay súng ở Winnetka, California đã dẫn đến cái chết của một đặc vụ SWAT đầu tiên trong lịch sử 41 năm tồn tại.
Sự kiện
Ngày 09 Tháng Mười Hai 1969, khi các tình huống quan trọng đầu tiên diễn ra, các đơn vị SWAT được triển khai, một cuộc đối đầu bốn giờ với các thành viên của Black Panthers. Các Panthers cuối cùng đầu hàng, với ba Panthers và ba sĩ quan bị thương. Đến năm 1974, đã có một sự chấp nhận chung rằng SWAT là một nguồn lực cho thành phố và quận hạt LA.
Vào chiều ngày 17 tháng 5 năm 1974, các thành viên của Quân đội Giải phóng Symbionese (SLA), gồm một nhóm rất nhiều du kích vũ trang cánh tả, chặn chính mình trong một nơi cư trú ở 54 phố Đông tại Compton Avenue ở Los Angeles. Phạm vi của cuộc bao vây đã được phát sóng hàng triệu thông qua truyền hình và đài phát thanh và đặc trưng trên báo chí thế giới trong nhiều ngày sau. Các cuộc đàm phán đã được mở ra với các nghi phạm cố thủ nhiều lần, cả trước và sau khi nổ lựu đạn hơi cay. Đơn vị Cảnh sát đã không hoạt động cho đến khi các thành viên SLA đã bắn vào nhau bằng sùng bán tự động và tự động. Mặc dù có tới 3.771 viên đạn bắn từ SLA, không có công dân nào hoặc sĩ quan cảnh sát nào bị thương hoặc thiệt mạng. Tuy nhiên, tất cả các tay súng các bên đều thiệt mạng.
Trong trận đấu súng, một đám cháy nổ ra bên trong nơi cư trú. Nguyên nhân cháy chính thức chưa được biết, mặc dù nguồn tin từ cảnh sát cho rằng Motolov Cocktail, một trong các nghi phạm, là một kẻ lang thang đã đốt cháy. Những người khác nghi ngờ rằng việc sử dụng lặp đi lặp lại của lựu đạn hơi cay, có thành phần hóa chất đốt ở nhiệt độ cao, bắt đầu gây cháy. Tất cả sáu trong số các nghi phạm bị nhiều vết thương do súng đạn hay bị diệt vong trong đám cháy sau đó. [Cần dẫn nguồn]
Không quân Mỹ 37 Đào tạo Wing Dịch vụ Khẩn Cấp đội sử dụng một kỹ thuật nâng đội vào một tòa nhà mục tiêu trong quá trình đào tạo tại Lackland Air Force Base, Texas vào ngày 24 Tháng Tư 2007.
Bởi thời gian của SLA bắn ra, SWAT đội đã tổ chức lại thành 10 sĩ quan/đội, mỗi đội bao gồm hai đơn vị gồm 5 sĩ quan, gồm các nhiệm vụ chuyên biệt: Một chỉ huy, hai sĩ quan vũ trang súng trường, một trinh sát, và phía sau bảo vệ. Bổ sung vào vũ khí bình thường gồm một khẩu súng trường bắn tỉa (0,243 tầm cỡ, dựa trên vũ khí chi tiêu của một sĩ quan tác chiến), 2 súng trường bán tự động cỡ nòng 0,223, và hai súng ngắn. Các sĩ quan cán bộ SWAT cũng mang súng lục ổ quay của họ trong bao da vai. Thiết bị tiêu chuẩn bao gồm một bộ đồ sơ cứu khẩn cấp, găng tay, và mặt nạ khí. Tại một thời điểm khi các sĩ quan lục ổ quay và súng ngắn sáu phát thường được ban hành, có một thay đổi đáng kể khi cảnh sát được trang bị súng trường bán tự động. Tuy nhiên, cuộc tiếp cận với rất nhiều vũ khí của Quân đội Giải phóng Symbionese nên đội SWAT được cấp áo giáp chống đạn và vũ khí tự động với các loại khác nhau.
Vụ thảm sát Columbine High School ở Colorado trên 20 Tháng Tư 1999 là một sự kiện chuyên đề trong SWAT chiến thuật và phản ứng của cảnh sát. Như đã nêu trong một bài báo trên tờ Christian Science Monitor, "Thay vì được dạy để chờ đợi cho đội SWAT đến, đường phố cán bộ được đào tạo và vũ khí cho hành động ngay lập tức trong thời gian sự cố rõ ràng liên quan đến tình nghi sử dụng vũ lực chết người." 
Bài viết tiếp tục báo cáo rằng các sĩ quan đường phố ngày càng được trang bị súng trường, và phát hành áo giáp nặng và mũ bảo hiểm đạn đạo, truyền thống kết hợp với các đơn vị SWAT. Ý tưởng là để đào tạo và trang bị cho các cán bộ đường phố để tạo ra một phản ứng nhanh với cái gọi là tình huống hoạt động-shooter. Trong những tình huống này, nó đã không còn chấp nhận được chỉ đơn giản là thiết lập một vành đai và chờ đợi SWAT.
Như một ví dụ, trong cuốn hướng dẫn chính sách và thủ tục của Cục Cảnh Sát Minneapolis, nó nói, "MPD nhân sẽ vẫn nhận thức được một thực tế rằng trong sự cố shooter nhiều hoạt động, cuộc sống vô tội bị mất trong vòng vài phút đầu tiên của vụ việc. một số trường hợp, điều này khiển cần thiết để nhanh chóng đánh giá tình hình và hành động nhanh chóng để cứu sống ".
Với sự thay đổi này phản ứng của cảnh sát, SWAT đơn vị vẫn còn nhu cầu đối với vai trò truyền thống của họ là giải cứu con tin, các hoạt động chống khủng bố, và phục vụ bảo đảm có nguy cơ cao.
Không thường xuyên tương đối của SWAT outs cuộc gọi có nghĩa là các cán bộ này tốn kém đào tạo và được trang bị không thể bỏ ngồi xung quanh, chờ đợi cho trường hợp khẩn cấp. Trong nhiều bộ phận các cán bộ thường được triển khai nhiệm vụ thường xuyên, nhưng có sẵn cho SWAT cuộc gọi thông qua máy nhắn tin, điện thoại di động hoặc thu phát vô tuyến. Ngay cả trong các cơ quan cảnh sát lớn hơn, chẳng hạn như Los Angeles PD, SWAT nhân viên bình thường được nhìn thấy trong vai trò đàn áp tội phạm chuyên ngành và nguy hiểm hơn tuần tra thường xuyên, có lẽ, nhưng cán bộ sẽ không được mang áo giáp đặc biệt và vũ khí của họ.
Mặc dù do các sĩ quan phải được gọi ra nhất trong ngày, họ có thể được chỉ định để tuần tra thường xuyên. Để giảm thời gian đáp ứng với các tình huống nghiêm trọng cần sự quan tâm trực tiếp của SWAT cán bộ, nó là một phương pháp được sử dụng rộng rãi để đặt SWAT thiết bị và vũ khí trong tủ khóa bảo đảm trong thân tàu tuần dương Công an chuyên trách. Các phòng ban như vậy mà cần phải sử dụng Sheriffs do kích thước của các quận và các địa điểm như giao thông Los Angeles LAPD có thể cao để sử dụng các tàu tuần dương để đáp ứng với các sĩ quan của họ để họ không phải trở về trụ sở cảnh sát. Mặc dù cho các thiết bị thuế nặng hơn, họ có thể cần phụ thuộc vào tình hình phát sinh.
Minh hoạ, trang web của LAPD cho thấy rằng trong năm 2003, các đơn vị SWAT của họ đã được kích hoạt 255 lần, cho cuộc gọi SWAT 133 và 122 lần phục vụ bảo đảm có nguy cơ cao.
Đơn vị dịch vụ khẩn cấp của Sở Cảnh sát New York là một trong vài cảnh sát dân sự đặc biệt đáp ứng các đơn vị hoạt động tự chủ 24 giờ một ngày. Tuy nhiên, đơn vị này cũng cung cấp một loạt các dịch vụ, bao gồm cả chức năng tìm kiếm và cứu nạn, và khai thác xe, thông thường xử lý bởi sở cứu hỏa hoặc các cơ quan khác.
Sự cần thiết phải triệu tập nhân viên rộng rãi, phân tán, sau đó trang bị và ngắn gọn chúng, làm cho sự chậm trễ lâu dài giữa các trường hợp khẩn cấp và triển khai ban đầu SWAT thực tế trên mặt đất. Những vấn đề của cảnh sát phản ứng chậm trễ tại trường trung học Columbine chụp năm 1999 đã dẫn đến thay đổi trong phản ứng của cảnh sát, chủ yếu là triển khai nhanh chóng của cán bộ dòng để đối phó với một tay súng hoạt động, hơn là thiết lập một chu vi và chờ đợi cho SWAT đến.

## Đào tạo
Cán bộ SWAT được lựa chọn từ các tình nguyện viên trong tổ chức thực thi pháp luật của họ. Tùy thuộc vào chính sách bộ phận của họ, cán bộ thường phải phục vụ một nhiệm kỳ tối thiểu trong bộ này trước khi có thể áp dụng cho một phần chuyên môn như SWAT. Yêu cầu nhiệm kỳ này được dựa trên thực tế rằng cán bộ SWAT vẫn còn cán bộ thực thi pháp luật và phải có một sự hiểu biết thấu đáo về chính sách và thủ tục của bộ phận.
SWAT ứng trải qua lựa chọn khắt khe và đào tạo. Ứng viên phải vượt qua sự nhanh nhẹn vật lý nghiêm ngặt, bằng văn bản, bằng miệng, và thử nghiệm tâm lý để đảm bảo họ không chỉ phù hợp nhưng cũng đủ tâm lý thích hợp cho các hoạt động chiến thuật.
Nhấn mạnh được đặt vào thể dục thể chất để một sĩ quan sẽ có thể chịu đựng được sự khắc nghiệt của các hoạt động chiến thuật. Sau khi một sĩ quan đã được lựa chọn, các thành viên tiềm năng phải thực hiện và vượt qua rất nhiều khóa học chuyên sẽ làm cho anh ta một SWAT điều hành đầy đủ. Cán bộ được đào tạo về thiện xạ cho sự phát triển của kỹ năng chụp hình chính xác. Đào tạo khác mà có thể được trao cho các thành viên tiềm năng bao gồm đào tạo chất nổ, bắn tỉa đào tạo, chiến thuật phòng thủ, sơ cấp cứu, đàm phán, xử lý các đơn vị K9, quấn quanh người và roping kỹ thuật và việc sử dụng các loại vũ khí và trang thiết bị chuyên ngành. Họ cũng có thể được đào tạo đặc biệt trong việc xử lý và sử dụng đạn đặc biệt như đạn shotgun,lựu đạn gây choáng, tasers, và việc sử dụng các phương pháp kiểm soát đám đông, và đặc biệt vũ khí không gây chết người. Quan trọng hàng đầu là đào tạo gần phần tư chiến thuật phòng thủ, vì điều này sẽ là nhiệm vụ chính khi trở thành thành viên SWAT toàn thời gian.